# Dupla conscientização
A dupla conscientização (em inglês: double consciousness) é o conflito interno vivido por grupos subordinados ou colonizados em uma sociedade opressora. O termo e a ideia foram publicados pela primeira vez no trabalho autoetnográfico de W. E. B. Du Bois intitulado The Souls of Black Folk em 1903, no qual ele descreveu a experiência afro-americana de dupla conscientização, incluindo a sua própria.
Originalmente, a dupla conscientização era especificamente o desafio psicológico que os afro-americanos experimentaram de "sempre olhar para si mesmos através dos olhos" de uma sociedade branca racista e "medir-se por meio de uma nação que olhava para trás com desprezo". O termo também se referia às experiências de Du Bois de conciliar sua herança africana com uma educação em uma sociedade dominada pela Europa.
Mais recentemente, o conceito de dupla conscientização foi ampliado para outras situações de desigualdade social, notadamente mulheres que vivem em sociedades patriarcais e pessoas LGBTQ que vivem em sociedades homofóbicas e transfóbicas.

## Origem

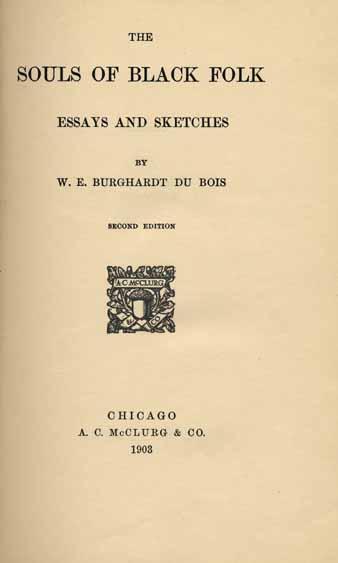
Título de um livro de 1903 em que o ensaio de Du Bois sobre a dupla conscientização foi republicado.

O termo foi introduzido por Ralph Waldo Emerson em seu ensaio de 1860 com o título Fate. Du Bois usou o termo pela primeira vez em um artigo intitulado Strivings of the Negro People, publicado na edição de agosto de 1897 do Atlantic Monthly. Mais tarde, foi republicado e ligeiramente editado sob o título Of Our Spiritual Strivings em seu livro, The Souls of Black Folk. Du Bois descreve a dupla conscientização da seguinte forma:
É uma sensação peculiar, essa dupla conscientização, essa sensação de sempre olhar para si mesmo pelos olhos dos outros, de medir sua alma pela fita de um mundo que olha com desprezo e pena divertidos. A gente sempre sente sua dualidade — um americano, um negro; duas almas, dois pensamentos, dois esforços não reconciliados; dois ideais em guerra em um corpo escuro, cuja força obstinada por si só o impede de ser dilacerado. A história do negro americano é a história desse conflito — esse desejo de atingir a masculinidade autoconsciente, de fundir seu duplo eu em um eu melhor e mais verdadeiro. Nessa fusão, ele não deseja que nenhum dos eus mais velhos se perca. Ele não deseja africanizar a América, pois a América tem muito a ensinar ao mundo e à África. Ele não branquearia seu sangue negro em uma enxurrada de americanismo branco, pois ele sabe que o sangue negro tem uma mensagem para o mundo. Ele simplesmente deseja tornar possível que um homem seja ao mesmo tempo negro e americano sem ser xingado e cuspido por seus companheiros, sem ter as portas da oportunidade fechadas bruscamente em seu rosto.

## Gilroy e o "Atlântico Negro"
Paul Gilroy aplicou teorias de cultura e raça ao estudo e construção da história intelectual afro-americana. Ele é conhecido especialmente por marcar um ponto de virada no estudo das diásporas africanas. Seu livro The Black Atlantic: Modernity and Double Consciousness (1993) apresenta o "Atlântico Negro" como fonte de construção cultural. Gilroy é pioneiro em uma mudança nos estudos negros contemporâneos ao defender a rejeição da noção de uma nacionalidade homogênea baseada em estado-nação em favor de analisar "o Atlântico como uma única e complexa unidade de análise em suas discussões sobre o mundo moderno e usá-lo para produzir uma perspectiva explicitamente transnacional e intercultural". Ele baseou isso no comércio de escravos no Atlântico e marcou-o como a base da diáspora. Ele reconheceu a importância das viagens transnacionais europeias e africanas como base para a dupla conscientização. Gilroy usou a teoria da dupla conscientização de Du Bois para sugerir que existe uma luta interna para reconciliar ser europeu e negro, que era seu foco principal em seu livro. Ele chegou a caracterizar o Atlântico Negro pela influência das “rotas” do tráfico de escravos na identidade negra. Ele teve como objetivo unificar a cultura negra com a conexão com a pátria, bem como as trocas culturais que ocorreram posteriormente. O trabalho de Fanon tornou-se popular com a diáspora negra na Europa, e suas teorias se tornaram a base para vários movimentos black power em todo o continente.
Gilroy argumenta que ocupar o espaço entre essas duas subjetividades dialetais é "visto como um ato de insubordinação política provocador e até mesmo de oposição". Isso significa que, para os negros da diáspora, pensar na dualidade em sua identidade como um é quase paradoxal e conceituar e atualizar isso é um movimento de resistência simbólica na modernidade.[carece de fontes?]

## Frantz Fanon
Muito semelhante a Du Bois, Frantz Fanon tocou no termo de dupla conscientização em sua vida. Em seu primeiro livro, Black Skin, White Masks, onde expressou sua desesperança por não ser nem branco nem negro. Fanon identifica a dupla conscientização que os afro-americanos enfrentam em sua fonte; ele alegou que as confusões culturais e sociais dos afro-americanos foram causadas pela cultura europeia. Ele deu exemplos de coisas que encontrou que demonstram a dupla conscientização. Ele fala sobre pessoas que pregam sobre se conformarem completamente com serem brancas e diz que estão erradas. Ele também diz que as pessoas que acreditam na rejeição completa dos brancos também estão erradas.
Ele então passa a falar sobre por que os negros adotam culturas que são tão estranhas para ele. Ele afirma sobre como um caribenho negro parte para a Europa, eles voltam falando uma língua diferente da sua. Ele também fala sobre como os africanos, principalmente os mais ricos, tendem a ter inseguranças de não serem europeus o suficiente porque são africanos. Isso se manifesta na compra de móveis europeus e na compra de roupas europeias.
Além disso, ele fala sobre a maneira como os homens brancos conversam com os afro-americanos e como isso contribui para esse problema de dupla conscientização. Ele diz que quando um homem branco fala com um homem afro-americano, ele está mudando sua linguagem para uma maneira em que um homem negro estereotipado falaria, semelhante a como alguém falaria com uma criança, com sofisticação de linguagem e gírias diferentes. Ele diz que isso irrita o afro-americano porque ele se sente como se tivesse sido categorizado e aprisionado em uma caixa da qual não pode escapar devido a esse julgamento. Ele dá um exemplo de filme em que esse estereótipo é retratado e depois fala sobre como os afro-americanos precisam ser educados para não seguir os estereótipos exibidos pela cultura branca.
Stephen Greenblatt também usa o termo para descrever a qualidade peculiar da consciência de Shakespeare em sua biografia do bardo, Will in the World (2004).

## Tripla conscientização
No século XXI, a teoria da dupla conscientização de Du Bois foi revisitada para desenvolver um conceito mais inclusivo de tripla conscientização. Essa tripla conscientização pode incluir outra identidade de interseção que afeta as experiências sociais de uma pessoa. Identidades adicionais que podem afetar a experiência de dupla conscientização já presente podem incluir etnia, gênero, orientação sexual, etc. Por exemplo, Juan Flores identificou a etnia como um aspecto potencial que influencia a dupla conscientização ao especular que os afro-latinos nos Estados Unidos experimentaram uma camada adicional de discriminação que combinava cor da pele com etnia e nacionalidade. Anna Julia Cooper também faz referência à interseccionalidade de raça e gênero em sua obra A Voice from the South, onde afirma: sem processo ou patrocínio especial, então e ali toda a raça entra comigo". Por fim, Jossianna Arroyo explica que a tripla conscientização traz "espaços, cultura e pele... [para] recontextualizar a negritude" no caso dos portorriquenhos negros.

## Experiência de mulheres negras
Assim como qualquer outro pensamento na análise crítica da raça, a teoria da dupla conscientização não pode ser divorciada do gênero. É aqui onde as feministas negras introduziram seu conceito de tripla conscientização. As mulheres negras não só precisam se ver através das lentes da negritude e da brancura, mas também através das lentes do patriarcado. Sempre que estão em espaços negros, as mulheres ainda precisam se situar no contexto do patriarcado. Sempre que estão em espaços femininos, elas ainda devem se situar no contexto de sua negritude. Deborah Gray White coloca isso melhor quando escreve: "As mulheres afro-americanas são confrontadas com uma tarefa impossível. Se ela é resgatada do mito do negro, o mito da mulher a aprisiona. Se ela escapa ao mito das mulheres, o mito do negro ainda a enlaça".
Entre os fardos duplos que as feministas enfrentaram estava lutar pelos direitos das mulheres, bem como pelos direitos das pessoas de cor. Frances M. Beale escreveu que a situação das mulheres negras estava cheia de equívocos e distorções da verdade. Em seu panfleto Double Jeopardy: To Be Black and Female, ela afirmou que o capitalismo foi o precursor direto do racismo porque o sistema era indiretamente uma maneira de destruir a humanidade dos negros.
"Em qualquer sociedade onde os homens ainda não são livres, as mulheres são menos livres porque somos mais escravizadas porque nós [mulheres afro-americanas] somos escravizadas pelo nosso sexo." Muitas mulheres afro-americanas se voltaram para o feminismo em sua luta contra a opressão porque "havia uma consciência de que elas estavam sendo tratadas como cidadãs de segunda classe dentro do movimento dos direitos civis dos anos 60". Devido a isso, muitas mulheres sentiram que estavam sendo desafiadas a escolher entre "um movimento negro que atendeu principalmente aos interesses dos patriarcas negros do sexo masculino e um movimento de mulheres que atendeu principalmente aos interesses de mulheres brancas racistas".
A teoria da dupla conscientização também está fortemente presente para artistas da diáspora feminina. Esses artistas são confrontados com a tarefa de permanecerem autênticos às suas raízes enquanto ainda se identificam de forma a permitir a popularidade internacional e mainstream. Na indústria da música, as mulheres negras são frequentemente estereotipadas como hipersexuais e agressivas; o que em alguns casos ajuda sua marca e, em outros casos, prejudica sua marca e a identidade que eles tentaram criar para si mesmos. Devido a isso, as artistas da diáspora são, muitas vezes, forçadas a privilegiar certos automarcadores e ocultar outros dependendo da situação; muitas vezes fazendo-os sentir como se eles nunca pudessem criar uma identidade verdadeira para si mesmos, mas que devem mudar dependendo das circunstâncias presentes.[carece de fontes?]

## Black Power
A primeira parte de Black Power: The Politics of Liberation rotulado "White Power" por Kwame Ture (anteriormente conhecido como Stokely Carmichael) e Charles V. Hamilton fornecem evidências que apoiam a ideologia da dupla conscientização em relação aos negros nos Estados Unidos. O livro começa definindo o racismo como "a predicação de decisões e políticas sobre considerações de raça com o propósito de subordinar um grupo racial e manter o controle sobre esse grupo" (Hamilton & Ture, 3). Portanto, o grupo subordinado, os negros, deve se pensar em termos da população opressora, branca. Tanto o racismo individual quanto o racismo institucional contribuem para a dupla conscientização. No nível individual, a dupla conscientização é praticada nas interações cotidianas e, no nível institucional, afeta a forma como os negros funcionam em toda a sociedade. "Os negros são cidadãos legais dos Estados Unidos com, em sua maioria, os mesmos direitos legais que outros cidadãos. No entanto, eles permanecem como sujeitos coloniais em relação com a sociedade." Portanto, enquanto a população negra nos Estados Unidos é essencialmente igual aos brancos sob a lei escrita, as desigualdades permanecem enraizadas entre as raças e, portanto, reforçam a dupla conscientização. Como essas diferenças não são evidentes na Constituição e na Declaração de Direitos, elas são uma experiência.

## No paradigma afro-alemão
Embora a estrutura da dupla conscientização possa ser aplicada a uma diáspora e transnacionalidade africanas, é importante entender que as nuances da dinâmica racial diferem de nação para nação. Na Alemanha, por exemplo, as exigências políticas impostas pelo Terceiro Reich criaram uma situação mais sutil. Tina Campt observa em Other Germans: Black Germans and the Politics of Race, Gender, and Memory in the Third Reich, a tensão para os afro-alemães que "atingiram a maioridade durante o regime totalitário do Terceiro Reich... como uma dualidade absoluta ou 'dualidade'. Em vez disso, era uma forma de identidade contraditória e complexamente texturizada". Devido à ausência de uma comunidade negra na Alemanha, "a maioria dos afro-alemães não teve a opção de escolher entre uma comunidade ou identidade negra e uma identidade alemã". Eles foram essencialmente forçados a "ocupar uma posição entre uma concepção de identidade alemã que excluía a negritude e uma concepção de negritude que impedia qualquer identificação com a germanidade". Isso significa que para os alemães negros durante o Terceiro Reich, os dilemas psicológicos da "dualidade" não necessariamente mapearam a dupla conscientização dinâmica que W. E. B. Du Bois identificou pela primeira vez em 1897. Para os alemães negros no início do século XX, não havia uma ideia estável ou comunidade de negritude com a qual eles pudessem se identificar total ou mesmo parcialmente.